# Claus-Dieter Sprink

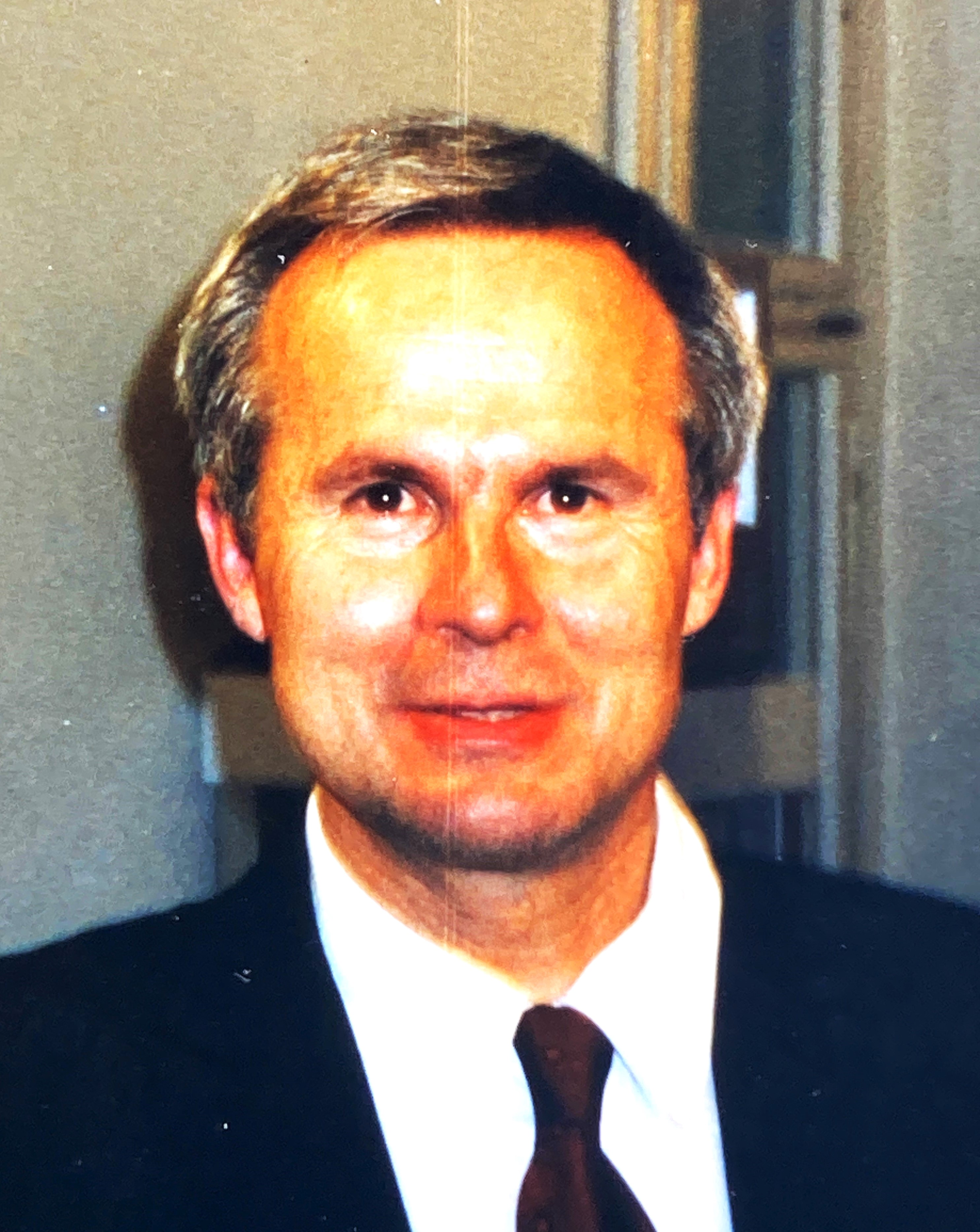
Claus-Dieter Sprink 2003

Claus-Dieter Sprink (* 27. November 1954 in Dresden; † 4. Oktober 2006 in Berlin) war ein deutscher Heimatforscher und ein Opfer der Diktatur in der DDR.

## Leben
Claus-Dieter Sprink wuchs in der Familie des Dramaturgen und Intendanten Eberhard Sprink und seiner Frau Edith Sprink, geb. Cott, mit drei Geschwistern in Dresden, Bautzen und Ost-Berlin auf. Nach einer Lehre zum Elektronikfacharbeiter, die das Abitur einschloss, und nach Ableistung des Wehrdienstes begann er 1976 an der Hochschule Mittweida ein Ingenieurstudium.
Infolge der Bespitzelung seines Briefverkehrs mit einer Verwandten in Westdeutschland und durch kulturelle Beiträge in seiner Seminargruppe, wo er u. a. aus von ihm gelesener Literatur vortrug, geriet er 1979 in das Visier der Stasi. Insbesondere belasteten ihn nach der „konspirativen Wohnungsdurchsuchung“ seines Studentenzimmers vorgefundene Exzerpte aus Büchern und Schriften, die als „Hetzschriften“ auf dem Verbotsindex der DDR standen, darunter von Ota Šik „Das kommunistische Machtsystem“ sowie die „Charta 77“. Reiner Kunzes „Die wunderbaren Jahre“, in den Vernehmungsprotokollen als „antisozialistisches Machwerk“ bezeichnet, stach der Stasi besonders ins Auge. Dieses und andere Literatur hatte er von seinem Bruder Rolf Sprink ausgeliehen, der selber unter Beobachtung der Stasi stand. Während des Gerichtsverfahrens im Februar 1980 – seinen Eltern war von seinem Anwalt geraten worden, „sich das lieber zu ersparen“ – belastete ihn seine damalige Lebensgefährtin schwer. Er wurde wegen „staatsfeindlicher Hetze“ zu einer Gefängnisstrafe von zwei Jahren und drei Monaten verurteilt. Diese verbüßte er in der Haftanstalt Cottbus. Nach seiner Haftentlassung arbeitete er im Kabelwerk Oberspree. In seiner Freizeit engagierte er sich in der „Interessengemeinschaft Denkmalpflege“ des örtlichen Kulturbundes, dessen Vorsitzender er 1989 wurde. Als solcher war er während der Wende Mitglied beim örtlichen Runden Tisch und übernahm bis 1997 den Vorsitz im „Bürgerverein Friedrichshagen“.
1991 wurde er zum Leiter des Heimatmuseums Köpenick berufen. Für ihn bestand Heimatforschung nicht nur aus der Erforschung früherer Historie wie dem Hauptmann von Köpenick oder der Schlossinsel, sondern auch in der Aufarbeitung der jüngeren Vergangenheit und zum menschenfeindlichen Wirken der örtlichen Staatssicherheit. Während einer Ausstellung zur Köpenicker Stasi-Kreisdienststelle ließ ein PDS-Stadtrat die Namen der Täter, angeblich aus Datenschutzgründen, überkleben. Nach Protesten von Sprink wurde die Ausstellung ein zweites Mal eröffnet – und zwar mit deutlich sichtbaren Namen der Täter. Dabei legte er Wert darauf, beide deutschen Diktaturen des 20. Jahrhunderts in Erinnerung zu behalten und dabei die Opfer des Nationalsozialismus zu würdigen.
Unter Leitung von Sprink entstanden die Dauerausstellungen im Heimatmuseum Köpenick, im Rathaus zur Geschichte des Hauptmanns von Köpenick und in der Gedenkstätte Köpenicker Blutwoche sowie zahlreiche Sonderausstellungen.
2002 wurde erstmals Krebs bei Sprink diagnostiziert. Die Krankheit trat 2006 wieder auf. Er starb daran im Krankenhaus.
Claus-Dieter Sprink war Vater einer Tochter.

## Erinnerung
Der Heimatverein Köpenick gründete sich im Mai 2007 in Erinnerung an Claus-Dieter Sprink. Weitere Ziele sind die Bewahrung des historisch-kulturellen Erbes im Bezirk und die Unterstützung der Arbeit des Heimatmuseums, nachdem durch den Tod von Sprink soviel Engagement und Wissen verloren gegangen war.
Am 27. November 2014 wurde unweit des Heimatmuseums Köpenick eine Straße nach ihm als „Claus-Dieter-Sprink-Weg“ benannt.

## Schriften
- mit Manfred Hamm (Fotos): Köpenick. Ein Bezirk von Berlin. Herausgegeben von Manfred M. Molter. Nicolai, Berlin 1993, ISBN 978-3-87584-430-6.
- Gedenkstätte Köpenicker Blutwoche Juni 1993. Eine Dokumentation (Ausstellungskatalog der Gedenkstätte Köpenicker Blutwoche Juni 1933), Berlin, 1997[8]
- Berlin-Köpenick auf historischen Ansichtskarten. Drei-Kastanien-Verlag, Lutherstadt Wittenberg 2000, ISBN 978-3-933028-39-6.
- mit Alfred-Mario Molter: Das Denkmal Friedrichs des Großen in Berlin-Friedrichshagen. Meissner, Berlin 2003, ISBN 978-3-87527-110-2.
- mit Karl-Ludwig Lange: Rathaus Köpenick : Geschichte und Gestalt. Meissner, Berlin 2005, ISBN 978-3-87527-113-3.
- Köpenick wie es früher war. Wartberg Verlag, Gudensberg-Gleichen, Köln 1996, ISBN 3-86134-338-X, ISBN 978-3-86134-338-7